# Сон (фільм, 1987)
«Сон» — радянський короткометражний сюрреалістичний художній фільм 1987 року режисера Дмитра Фролова.

## Сюжет
Нещодавно знайдений і відреставрований фільм першої хвилі ленінградського кіноавангарду часів початку перебудови: «Сон» був знятий в 1987 році. Свого часу фільм демонструвався на квартирниках і підпільних показах, а також брав участь у перших фестивалях паралельного кіно. Потім фільм, що був у єдиному екземплярі, вважали втраченим. Сон і ява — два протилежні за сприйняттям стани людини. Іноді, в особливих випадках, людина не в змозі зрозуміти, в якій реальності перебуває її свідомість: чи спить розум і генерує при цьому ті образи, які в даний момент малюють людині картину світу, відмінну від звичної, або зорові рецептори доносять їй справжній стан предметів у просторі й часі. Часом грань ця буває настільки розпливчаста і хистка, що людина цілком здатна загрузнути і застрягти назавжди у вічному сні, у незрозумілому желе з кольорових плям, згустків настрою і окремих фігур, які несуть чи то добро, чи то зло.

## У ролях
- Дмитро Фролов — головна роль
- Марк Нахамкін —  Смерть
- В'ячеслав Грідін —  Жертва
- Олександр Корсаков —  Фігура

## Знімальна група
- Режисер — Дмитро Фролов
- Сценарист — Дмитро Фролов
- Оператори — Марк Нахамкін, Дмитро Фролов